# Leopardus narinensis
Leopardus narinensis (червона тигрина, леопард Нариньо, леопард Галерас) є передбачуваним видом малих котів із роду Leopardus. Він був описаний у 2023 році на основі однієї шкіри, зібраної в 1989 році.

## Етимологія
Видовий епітет narinensis стосується департаменту Нариньо на півдні Колумбії, де збирали шкіру. Запропоновані загальні назви «кіт Нариньо» та «кіт Галерас» також стосуються місця його виявлення (вулкан Галерас у департаменті Нариньо), тоді як «червона тигрина» стосується його помітно червонуватого забарвлення.

## Систематика і філогенія
Шкіру вперше було зібрано в 1989 році та передано національному інституту Колумбії, який згодом передав свої біологічні колекції до Науково-дослідного інституту біологічних ресурсів імені Олександра фон Гумбольдта, де вона класифікувалася як шкіра оцелота до 2001 року, коли Мануель Руїс-Гарсія помітив її під час пошук зразків ягуара та пуми. Він визнав, що це інший вид, і, коли інші експерти з південноамериканських кішок не змогли його ідентифікувати, витратив наступні два десятиліття на дослідження шкіри. Остаточна стаття була опублікована в червні 2023 року. Червону тигрину класифікують як представника роду Leopardus, малих плямистих котів Південної Америки.
Наукова стаття, опублікована лише через два місяці, у серпні 2023 року, вважала, що голотип L. narinensis є зразком L. tigrinus на основі морфологічного порівняння.
Філогенез
Генетичний аналіз показує, що леопард Нариньо відокремився від інших видів леопарда приблизно 1,3–1,0 мільйона років тому. Відзначено, що його ядерна та мітохондріальна ДНК відрізняються від усіх відомих видів котів. У цих генетичних тестах він постійно відновлювався як сестринський таксон клади кодкода-Жоффруа. Кладограма положення L. narinensis у роді:
|  | \| \| Leopardus wiedii \| \| \| \| \| \| Leopardus pardalis \| \| \| \| |
|  |                                                                         |
|  | Leopardus tigrinus                                                      |
|  |                                                                         |
|  | Leopardus wiedii                                                        |
|  |                                                                         |
|  | Leopardus pardalis                                                      |
|  |                                                                         |

|  | Leopardus wiedii   |
|  |                    |
|  | Leopardus pardalis |
|  |                    |

|  | \| \| Leopardus wiedii \| \| \| \| \| \| Leopardus pardalis \| \| \| \| |
|  |                                                                         |
|  | Leopardus tigrinus                                                      |
|  |                                                                         |
|  | Leopardus wiedii                                                        |
|  |                                                                         |
|  | Leopardus pardalis                                                      |
|  |                                                                         |

|  | Leopardus wiedii   |
|  |                    |
|  | Leopardus pardalis |
|  |                    |

|  | \| \| Leopardus guigna \| \| \| \| \| \| Leopardus geoffroyi \| \| \| \| |
|  |                                                                          |
|  | Leopardus narinensis                                                     |
|  |                                                                          |
|  | Leopardus guigna                                                         |
|  |                                                                          |
|  | Leopardus geoffroyi                                                      |
|  |                                                                          |

|  | Leopardus guigna    |
|  |                     |
|  | Leopardus geoffroyi |
|  |                     |

|  | \| \| Leopardus wiedii \| \| \| \| \| \| Leopardus pardalis \| \| \| \| |
|  |                                                                         |
|  | Leopardus tigrinus                                                      |
|  |                                                                         |
|  | Leopardus wiedii                                                        |
|  |                                                                         |
|  | Leopardus pardalis                                                      |
|  |                                                                         |

|  | Leopardus wiedii   |
|  |                    |
|  | Leopardus pardalis |
|  |                    |

|  | \| \| Leopardus wiedii \| \| \| \| \| \| Leopardus pardalis \| \| \| \| |
|  |                                                                         |
|  | Leopardus tigrinus                                                      |
|  |                                                                         |
|  | Leopardus wiedii                                                        |
|  |                                                                         |
|  | Leopardus pardalis                                                      |
|  |                                                                         |

|  | Leopardus wiedii   |
|  |                    |
|  | Leopardus pardalis |
|  |                    |

|  | \| \| Leopardus guigna \| \| \| \| \| \| Leopardus geoffroyi \| \| \| \| |
|  |                                                                          |
|  | Leopardus narinensis                                                     |
|  |                                                                          |
|  | Leopardus guigna                                                         |
|  |                                                                          |
|  | Leopardus geoffroyi                                                      |
|  |                                                                          |

|  | Leopardus guigna    |
|  |                     |
|  | Leopardus geoffroyi |
|  |                     |

## Характеристика
Leopardus narinensis, як і інші тигрини, — невеликий плямистий кіт, але основний колір його хутра більш рудуватий, ніж у інших тигринів. Розетки чорні, але з ще більш інтенсивним червоним забарвленням усередині. Верх голови і спинний гребінь темніші. Тіло коротше і міцніше, голова округліша і ширша, обличчя плоске. Шерсть більш щільна і вовняна.

## Поширення і середовище проживання
Голотип і єдиний зразок був зібраний з парамо вулкана Галерас на півдні Колумбії, на висоті 3100 метрів над рівнем моря. Регіон має високий рівень ендемізму через ізоляцію під час кліматичних змін наприкінці плейстоцену.
Його не зафіксували камери-пастки, які присутні на півдні Колумбії з 2018 року, і цей вид може бути майже (або навіть повністю) вимерлим.